# Wielka Czernica
Wielka Czernica (biał. Вялікая Чэрніца; ros. Большая Черница) – wieś na Białorusi, w rejonie witebskim obwodu witebskiego, około 19 km na południe od Witebska.
Wieś magnacka położona była w końcu XVIII wieku w powiecie witebskim województwa witebskiego.

## Historia
Po I rozbiorze Polski w 1772 roku Wielka Czernica, wcześniej należąca do województwa witebskiego Rzeczypospolitej, znalazła się na terenie powiatu sieńskiego guberni witebskiej Imperium Rosyjskiego.
Na przełomie XVIII i XIX wieku Wielka Czernica należała do Eleonory z Sielickich Łuskiny, wdowy po Wincentym Łuskinie-Zaranowskim, szambelanie dworu królewskiego. Po niej właścicielką majątku stała się jej siostrzenica, Adela Staniszewska, której osiemdziesięcioletni mąż popełnił samobójstwo w 1863 roku na wieść o rozstrzelaniu jego syna Michała, powstańca styczniowego. Drugi ich syn, Antoni, zmarł w drodze na zesłanie na Sybir. Czernicę objął najstarszy z braci, Stanisław. Jego syn, Michał był ostatnim właścicielem Wielkiej Czernicy.
Po ustabilizowaniu się granicy polsko-radzieckiej w 1921 roku Wielka Czernica znalazła się na terenie ZSRR. Od 1991 roku znajduje się na terenie Republiki Białorusi.

## Dawny dwór

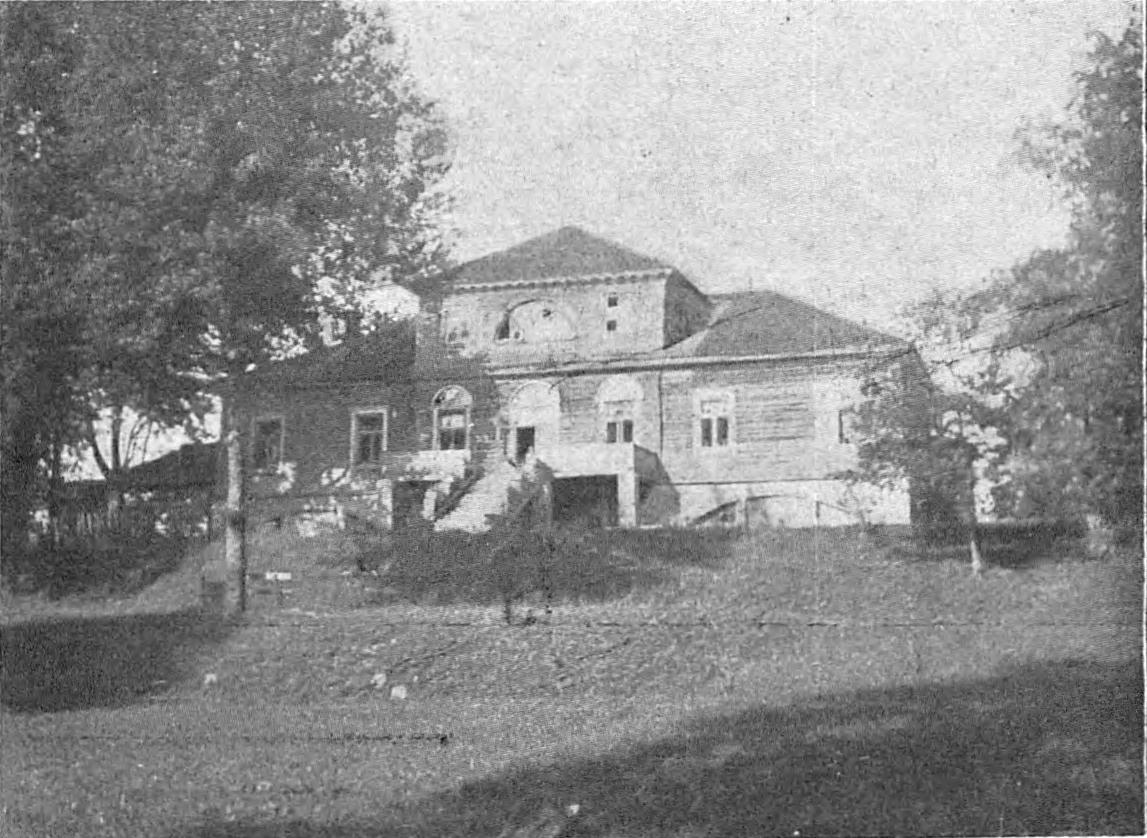
Dwór przed 1918 rokiem

Eleonora Łuskina wzniosła tu na przełomie XVIII i XIX wieku drewniany dwór. Dom był posadowiony na zboczu, w związku z czym jego elewacja ogrodowa była znacznie wyższa niż frontowa. Był to prostokątny budynek, od frontu parterowy, z pięterkiem w części środkowej, zaledwie siedmioosiowy, o bardzo wydatnym portyku ze zwieńczonym tympanonem - trójkątnym szczytem wspartym na czterech parach kolumn. Od strony ogrodu przy środkowej części tam piętrowej elewacji znajdował się taras wsparty na czterech słupach, ze schodami schodzącymi do ogrodu. Dom przykryty był czterospadowym dachem. Dom został zniszczony po 1918 roku.
Majątek w Wielkiej Czernicy był opisany w książce Memento kresowe Antoniego Urbańskiego w 1929 r. str. 115 oraz w 1. tomie Dziejów rezydencji na dawnych kresach Rzeczypospolitej Romana Aftanazego.